# ألان بلاكبيرن
ألان بلاكبيرن (بالإنجليزية: Alan Blackburn)‏ (4 أغسطس 1935 في المملكة المتحدة - 14 يناير 2014 في الولايات المتحدة) هو لاعب كرة قدم بريطاني في مركز الهجوم. لعب مع نادي مارغيت ووست هام يونايتد ونادي هاليفاكس تاون ونادي تلفورد يونايتد وإف سي هاليفاكس تاون.

## وصلات خارجية
- ألان بلاكبيرن على موقع قاعدة بيانات كرة القدم.إي يو (الإنجليزية)